# Simfonia nr. 2 (Prokofiev)
Serghei Prokofiev a compus Simfonia nr. 2 în Re minor, Op. 40, la Paris în 1924-1925 în ceea ce el a numit "nouă luni de muncă frenetică". A caracterizat simfonia ca fiind o lucrare de "fier și oțel".

## Structură
Prokofiev a modelat structura simfoniei după ultima sonată pentru pian a lui Beethoven, Op. 111: o primă parte furtunoasă într-o tonalitate minoră urmată de o serie de variațiuni. Prima parte, în formă de sonată tradițională, este severă din punct de vedere ritmic, disonantă din punct de vedere armonic și groasă din punct de vedere textural. A doua parte, de două ori mai lungă decât prima, este alcătuită dintr-o serie de variațiuni pe o temă diatonică introdusă de oboi, care reprezintă un contrast puternic cu coda sfidătoare a primei părți. Variațiunile ulterioare îmbină momente de meditație frumoasă cu momente jucăușe dar tensiunea primei părți nu este departe și contribuie la sentimentul permanent de neliniște. Ultima variațiune integrează tema cu violența primei părți, ducând la un climax inevitabil. Simfonia se încheie cu o reluare a temei interpretate de oboi.

## Premiera și reacția publicului
Simfonia a avut premiera la Paris pe 6 iunie 1925 sub bagheta lui Serghei Koussevitzki, căruia îi este dedicată lucrarea, dar nu a fost bine primită. După premieră, Prokofiev a declarat că nici el nici audiența nu au înțeles lucrarea. Într-o scrisoare adresată lui Nikolai Miaskovski Prokofiev a scris: "Am compus o muzică atât de complexă și la un nivel atât de ridicat încât atunci când o ascult eu însumi nu îi înțeleg esența, ce să cer de la alții?".
Prokofiev a spus mai târziu că această simfonie l-a făcut pentru prima dață în viața lui să aibă dubii cu privire la abilitățile sale de compozitor.
Prokofiev a intenționat să reconstruiască lucrarea în trei părți, conferindu-i chiar și un număr opus, 136, dar compozitorul a murit înainte de a începe revizuirile. Simfonia, puțin cunoscută, rămâne una dintre cele mai rar interpretate lucrări ale lui Prokofiev.

## Instrumentație
Simfonia este orchestrată pentru următoarea orchestră:
- Instrumente de suflat din lemn: piculină, două flauturi, două oboaie, corn englez, două clarinete, clarinet bas, doi fagoți și contrafagot
- Instrumente de suflat din alamă: patru corni, trei trompete, trei tromboni și tubă
- Percuție: timpane, tobă mare, talgere, tobă mică, castaniete, trianglu și tamburină
- Instrument cu claviatură: pian
- Coarde: viori I și II, viole, violoncei și contrabași

## Structură
Simfonia este structurată în două părți, având o durată totală de 35-40 de minute:
- Allegro ben articolato (12 minute)
- Temă și variațiuni (25 de minute)
  - Temă: Andante
  - Variațiunea 1: L'istesso tempo
  - Variațiunea 2: Allegro non troppo
  - Variațiunea 3: Allegro
  - Variațiunea 4: Larghetto
  - Variațiunea 5: Allegro con brio
  - Variațiunea 6: Allegro moderato
  - Temă